# The Great Circle Tour 2013
The Great Circle Tour 2013 ((pol.) Trasa Wielkiego Koła (Pacyficzny pierścień ognia)) - trasa koncertowa zespołu The Cure odbywająca się w Korei Południowej, Japonii, USA i Kanadzie.

## Setlisty
Według danych z

### Ansan Valley Rock FestivalDaebudo 26.07.2013r.
Tape/Open, High, The End of the World, Lovesong, Inbetween Days, Just Like Heaven, From the Edge of the Deep Green Sea, Pictures of You, Lullaby, Fascination Street, Play For Today, A Forest, Bananafishbones, The Walk, Mint Car, Friday I'm In Love, Doing the Unstuck, Trust, Want, Hungry Ghost, Wrong Number, One Hundred Years, End
Pierwszy bis: Plainsong, Prayers For Rain, Disintegration
Drugi bis: Dressing Up, The Lovecats, The Caterpillar, Close To Me, Hot Hot Hot, Let's Go To Bed, Why Can't I Be You?, Boys Don't Cry, 10:15 Saturday Night, Killing An Arab.

### Fuji Rock FestivalNiigata 28.07.2013r.
Plainsong, Pictures of You, Lullaby, High, The End of the World, Lovesong, Push, Inbetween Days, Just Like Heaven, From the Edge of the Deep Green Sea, Prayers For Rain, Sleep When I'm Dead, Play For Today, A Forest, Bananafishbones, The Walk, Mint Car, Friday I'm in Love, Doing The Unstuck, Trust, Want, Fascination Street, The Hungry Ghost, Wrong Number, One Hundred Years, Disintegration
Bis: Dressing Up, The Lovecats, The Caterpillar, Close To Me, Hot Hot Hot, Let's Go To Bed, Why Can't I Be You?, Boys Don't Cry, 10:15 Saturday Night, Killing An Arab.

### Honolulu 30.07.2013r.
Tape/Open, High, The End of the World, Lovesong, Push, Inbetween Days, Just Like Heaven, From the Edge of the Deep Green Sea, Pictures of You, Lullaby, Fascination Street, Sleep When I'm Dead, Play For Today, A Forest, Bananafishbones, The Walk, Mint Car, Friday I'm In Love, Doing The Unstuck, Trust, Want, The Hungry Ghost, Wrong Number, One Hundred Years, End
Pierwszy bis: Plainsong, Prayers For Rain, Disintegration
Drugi bis: Dressing Up, The Lovecats, The Caterpillar, Close To Me, Hot Hot Hot, Let's Go To Bed, Why Can't I Be You?, Boys Don't Cry, 10:15 Saturday Night, Killing An Arab

### Osheaga FestivalMontreal 02.08.2013r.
Plainsong, Pictures of You, Lullaby, High, The End of the World, Lovesong, Inbetween Days, Just Like Heaven, From the Edge of the Deep Green Sea, A Forest, Bananafishbones, The Walk, Mint Car, Friday I'm In Love, Doing the Unstuck, Trust, Want, Fascination Street, The Hungry Ghost, Wrong Number, One Hundred Years, Disintegration
Bis: The Lovecats, The Caterpillar, Close To Me, Hot Hot Hot, Let's Go To Bed, Why Can't I Be You?, Boys Don't Cry.

### Lollapalooza FestivalChicago 04.08.2013r.
Plainsong, Pictures of You, Lullaby, High, The End of the World, Lovesong, Inbetween Days, Just Like Heaven, From the Edge of the Deep Green Sea, The Walk, Mint Car, Friday I'm In Love, Doing the Unstuck, Trust, Want, Fascination Street, The Hungry Ghost,Wrong Number, One Hundred Years, Disintegration
Bis: The Lovecats, The Caterpillar, Close To Me, Let's Go To Bed, Why Can't I Be You?, Boys Don't Cry.